# Opisthoncus nigrifemur
Opisthoncus nigrifemur là một loài nhện trong họ Salticidae.
Loài này thuộc chi Opisthoncus. Opisthoncus nigrifemur được Embrik Strand miêu tả năm 1911.